# Kanton Savigny-sur-Braye
Savigny-sur-Braye is een voormalig kanton van het Franse departement Loir-et-Cher. Het kanton maakte deel uit van het arrondissement Vendôme tot het op 22 maart 2015 werd opgeheven. Lunay werd daarop overgeheveld naar het kanton Montoire-sur-le-Loir en de overige gemeenten werden opgenomen in het op die dag gevormde kanton Le Perche.

## Gemeenten
Het kanton Savigny-sur-Braye omvatte de volgende gemeenten:
- Bonneveau
- Cellé
- Épuisay
- Fontaine-les-Coteaux
- Fortan
- Lunay
- Savigny-sur-Braye (hoofdplaats)
- Sougé